# 渡辺一衛
渡辺 一衛（わたなべ いちえ、1925年7月19日‐2018年8月28日）は、日本の思想評論家、物理学者。東京医科歯科大学名誉教授。

## 来歴
新潟県見附市出身。九州帝国大学理学部卒。大学卒業後東京都立新宿高等学校定時制教諭。
1962年「物理的時間空間演算子の量子化について」で広島大学理学博士。同年東京医科歯科大学教授。
既成の社会主義を批判し「例外者」を許容する共同体を目ざし、1961年同人誌『方向感覚』を創刊。社会主義理論学会委員、会計監査も務めた。
成田闘争救援活動にも参加し、三里塚芝山連合空港反対同盟分裂後は熱田派についた。

## 著書
- 『現代的な見方考え方』三一書房 高校生新書 1966
- 『異端の唯物論 ソ連官僚制社会主義論』青林堂 1971
- 『権力論序説』太平出版社 1973
- 『情報化社会主義論』論創社 1984
- 『科学の基礎を考える 相対主義的科学論批判』思想の科学社 1994
- 『邪馬台国に憑かれた人たち』学陽書房 1997

### 共編著
- 『教育を問う』五十嵐良雄共編 三一書房 1974
- 『まず、ぼくたち自身を問題にしよう 根づきの思想』向井孝共編 太平出版社 1974
- 『教育とは何か』五十嵐良雄共編 三一書房 1979
- 『さあ馬にのって 長岡弘芳遺稿集』遠丸立共編 武蔵野書房 1994
- 『新左翼運動40年の光と影』塩川喜信,大薮龍介共編 新泉社 1999